# Équipe de Tchéquie féminine de hockey sur glace
Cet article traite de l'équipe féminine. Pour l'équipe masculine, voir Équipe de Tchéquie de hockey sur glace.
L'équipe de Tchéquie féminine de hockey sur glace est la sélection nationale de Tchéquie regroupant les meilleures joueuses tchèques de hockey sur glace féminin lors des compétitions internationales. Elle est sous la tutelle de la Český svaz ledního hokeje. La Tchéquie est classée 7e sur 42 équipes au classement IIHF 2021 .

## Historique
Avant 1993, les joueuses tchèques jouaient au sein de l'équipe de Tchécoslovaquie.

## Effectif
| No    | Nom                      | Position  | Club                                   |
| ----- | ------------------------ | --------- | -------------------------------------- |
| +001, | Viktorie Švejdová        | Gardien   | MODO Hockey (SDHL)                     |
| +002, | Aneta Tejralová          | Défenseur | HK SKIF (JHL)                          |
| +004, | Daniela Pejšová          | Défenseur | MODO Hockey (SDHL)                     |
| +005, | Samantha Kolowratová - A | Défenseur | Brynäs IF (SDHL)                       |
| +007, | Lenka Serdar             | Attaquant | Linköpings HC (SDHL)                   |
| +009, | Alena Mills - C          | Attaquant | KRS Vanke Rays (JHL)                   |
| +010, | Denisa Křížová           | Défenseur | Brynäs IF (SDHL)                       |
| +012, | Klára Hymlarová          | Attaquant | Huskies de St. Cloud State (en) (NCAA) |
| +014, | Dominika Lásková         | Défenseur | Warriors de Merrimack (en) (NCAA)      |
| +015, | Aneta Lédlová            | Attaquant | SK Trhači Kadaň (Tchéquie)             |
| +016, | Kateřina Mrázová - A     | Attaquant | Brynäs IF (SDHL)                       |
| +017, | Pavlína Horálková        | Défenseur | Birioussa du Kraï de Krasnoïarsk (JHL) |
| +018, | Michaela Pejzlová        | Attaquant | Stadin Gimmat (Naisten Liiga)          |
| +019, | Natálie Mlýnková         | Attaquant | Catamounts du Vermont (NCAA)           |
| +021, | Tereza Vanišová          | Attaquant | Leksands IF (SDHL)                     |
| +023, | Kateřina Bukolská        | Attaquant | Leksands IF (SDHL)                     |
| +024, | Sára Čajanová            | Défenseur | HC Bobři Valašské Meziříčí (Tchéquie)  |
| +025, | Kristýna Pátková         | Attaquant | Catamounts du Vermont (NCAA)           |
| +026, | Vendula Přibylová        | Attaquant | AIK IF (SDHL)                          |
| +027, | Tereza Radová            | Défenseur | Göteborg HC (SDHL)                     |
| +028, | Noemi Neubauerová        | Attaquant | Raiders de Colgate (NCAA)              |
| +029, | Klára Peslarová          | Gardien   | MODO Hockey (SDHL)                     |
| +030, | Kateřina Zechovská       | Gardien   | HC Draci Bílina (Tchéquie)             |

## Résultats

### Jeux olympiques
- 1998-2002 — Ne participe pas
- 2006 — Non qualifié
- 2010 — Non qualifié
- 2014 — Non qualifié
- 2018 — Non qualifié
- 2022 — Septième

### Championnats du monde
- 1990-1997 — Ne participe pas
- 1999 — Douzième (4e du Groupe B)
- 2000 — Quinzième (7e du Groupe B)
- 2001 — Onzième (3e du Groupe B)
- 2003 — Onzième (3e de Division I)
- 2004 — Onzième (2e de Division I)
- 2005 — Onzième (3e de Division I)
- 2007 — Quatorzième (5e de Division I)
- 2008 — Douzième (3e de Division I)
- 2009 — Quatorzième (5e de Division I)
- 2011 — Quinzième (1er de Division II)
- 2012 — Neuvième (1er de Division IA)
- 2013 — Huitième
- 2014 — Neuvième (1er de Division IA)
- 2015 — Neuvième (1er de Division IA)
- 2016 — Sixième
- 2017 — Huitième [4]
- 2018 — Division élite non disputée
- 2019 — Sixième
- 2020 — Pas de compétition en raison de la pandémie de coronavirus[5]
- 2021 — Huitième

Note :  Promue ;  Reléguée

### Championnats d'Europe
- 1989-1991 — Ne participe pas
- 1993 — Deuxième du Groupe B
- 1995 — Troisième du Groupe B
- 1996 — Troisième du Groupe B

### Classement mondial
| Année | Rang | Points | Progression |
| ----- | ---- | ------ | ----------- |
| 2003  | 11   | 670    | -           |
| 2004  | 11   | 1 590  | ±0          |
| 2005  | 11   | 1 840  | ±0          |
| 2006  | 12   | 2 010  | -1          |
| 2007  | 13   | 2 195  | -1          |
| 2008  | 12   | 2 205  | +1          |
| 2009  | 12   | 2 180  | ±0          |
| 2010  | 13   | 2 190  | -1          |
| 2011  | 14   | 2 155  | -1          |
| 2012  | 12   | 2 245  | +2          |

| Année      | Rang | Points | Progression |
| ---------- | ---- | ------ | ----------- |
| 2013       | 9    | 2 360  | +3          |
| Fév. 2014  | 8    | 2 400  | +1          |
| Avril 2014 | 9    | 3 360  | -1          |
| 2015       | 9    | 3 140  | ±0          |
| 2016       | 9    | 2 970  | ±0          |
| 2017       | 8    | 2 740  | +1          |
| Fév. 2018  | 9    | 3 460  | -1          |
| Avril 2018 | 9    | 3 470  | ±0          |
| 2019       | 8    | 3 270  | +1          |
| 2020       | 7    | 3 030  | +1          |
| 2021       | 7    | 2 795  | ±0          |

## Équipe moins de 18 ans

### Championnat du monde moins de 18 ans
L'équipe des moins de 18 ans a participé dès la première édition du championnat du monde pour cette catégorie.
- 2008 —  Troisième
- 2009 — 4e place
- 2010 — 7e place
- 2011 — 4e place
- 2012 — 6e place
- 2013 — 4e place
- 2014 —  Troisième
- 2015 — 4e place
- 2016 — 5e place
- 2017 — 6e place
- 2018 — 6e place
- 2019 — 7e place
- 2020 — 6e place
- 2021 — Pas de compétition en raison de la pandémie de coronavirus

### Jeux olympiques de la jeunesse
- 2012 — Ne participe pas
- 2016 —  Médaille d'argent